# 1392 هـ
1392 هـ هي سنة في التقويم الهجري امتدت مقابلةً في التقويم الميلادي بين سنتي 1972 و1973.

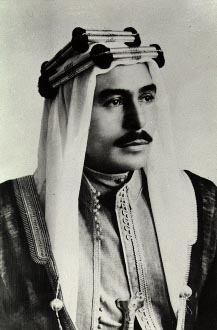
طلال بن عبد الله بن حسين

## مواليد
- 7 رجب - حسن الكتاني، فقيه وداعية سلفي مغربي.
- فيصل محمد الطبيقي
- آدم بو صخرة
- أحلام حسن
- إيدي كوهين
- بدر البلوشي
- سعيد الكملي
- عبد العزيز بن فهد بن عبد العزيز آل سعود
- فهد بن خالد بن عبد الله بن محمد آل سعود
- محمد السقاف
- نبيل الرفاعي
- وفاء الكيلاني
- عقيل بن محمد البدر

## وفيات
- خيري حماد
- سعود المالك الحمود الصباح
- صدر الدين البادكوبي
- صلاح الدين الكواكبي
- طلال بن عبد الله بن حسين
- عبد الرحمن بن محمد بن قاسم العاصمي
- عبد الله حشيمة
- عزرا حداد
- محمد بن علي البيز
- محمد علي امام الشوشتري
- مهدي إلهي قمشة اي
- محمد محيي الدين عبد الحميد
- محمد بن سرور الصبان